# Drosophila tetraspilota
Drosophila tetraspilota är en tvåvingeart som beskrevs av Elmo Hardy 1965. Drosophila tetraspilota ingår i släktet Drosophila och familjen daggflugor.
Artens utbredningsområde är Hawaii.